# Piegaro
Piegaro es una localidad italiana de la provincia de Perugia, región de Umbría, con 3.795 habitantes.

## Evolución demográfica
| Gráfica de evolución demográfica de Piegaro entre 1861 y 2001 |
|                                                               |
| Fuente ISTAT - Elaboración gráfica por parte de Wikipedia     |

## Ciudades hermanadas
- Verneuil-en-Halatte
- Dvůr Králové nad Labem